# Xiacun (köping i Kina, Shandong, lat 36,91, long 121,55)
Xiacun (kinesiska: 夏村镇, 夏村) är en köping i Kina. Den ligger i provinsen Shandong, i den östra delen av landet, omkring 410 kilometer öster om provinshuvudstaden Jinan. Antalet invånare är 38 792. Befolkningen består av 19 126 kvinnor och 19 666 män. Barn under 15 år utgör 7,0 %, vuxna 15-64 år 76 %, och äldre över 65 år 15,0 %.
Genomsnittlig årsnederbörd är 743 millimeter. Den regnigaste månaden är juli, med i genomsnitt 206 mm nederbörd, och den torraste är februari, med 13 mm nederbörd.